# 比恩河
比恩河（德語：Birnbach）是德國的河流，位於莱茵兰-普法尔茨，河道全長15公里，流域面積12.6平方公里，發源自莱恩斯韦勒，最終在蘭道注入奎希河。
49°11′56″N 8°09′33″E / 49.1989°N 8.1591°E